# Gare d'Evergem
La gare d'Evergem (en néerlandais : station Evergem) est une gare ferroviaire belge de la ligne 58, de Gand à Eeklo, située sur le territoire de la commune d'Evergem, dans la province de Flandre-Orientale en Région flamande.
Elle est mise en service en 1861 par la Compagnie du chemin de fer de Gand à Eecloo, puis fermée à la fin des années 1950. Elle est rouverte, en 2007, sous la forme d'un point d'arrêt pour les voyageurs. C'est une halte voyageurs de la Société nationale des chemins de fer belges (SNCB) desservie par des trains Suburbains (S) de la ligne S51 du réseau S Gantois.

## Situation ferroviaire
Établie à 7 mètres d'altitude, la gare d'Evergem est située au point kilométrique (PK) 10,829 de la ligne 58, de Gand à Eeklo, entre les gares ouvertes de Wondelgem et de Sleidinge. La section de ligne qui passe par la station est établie sur un remblai. Elle comporte une voie unique à écartement standard et n'est pas électrifiée.

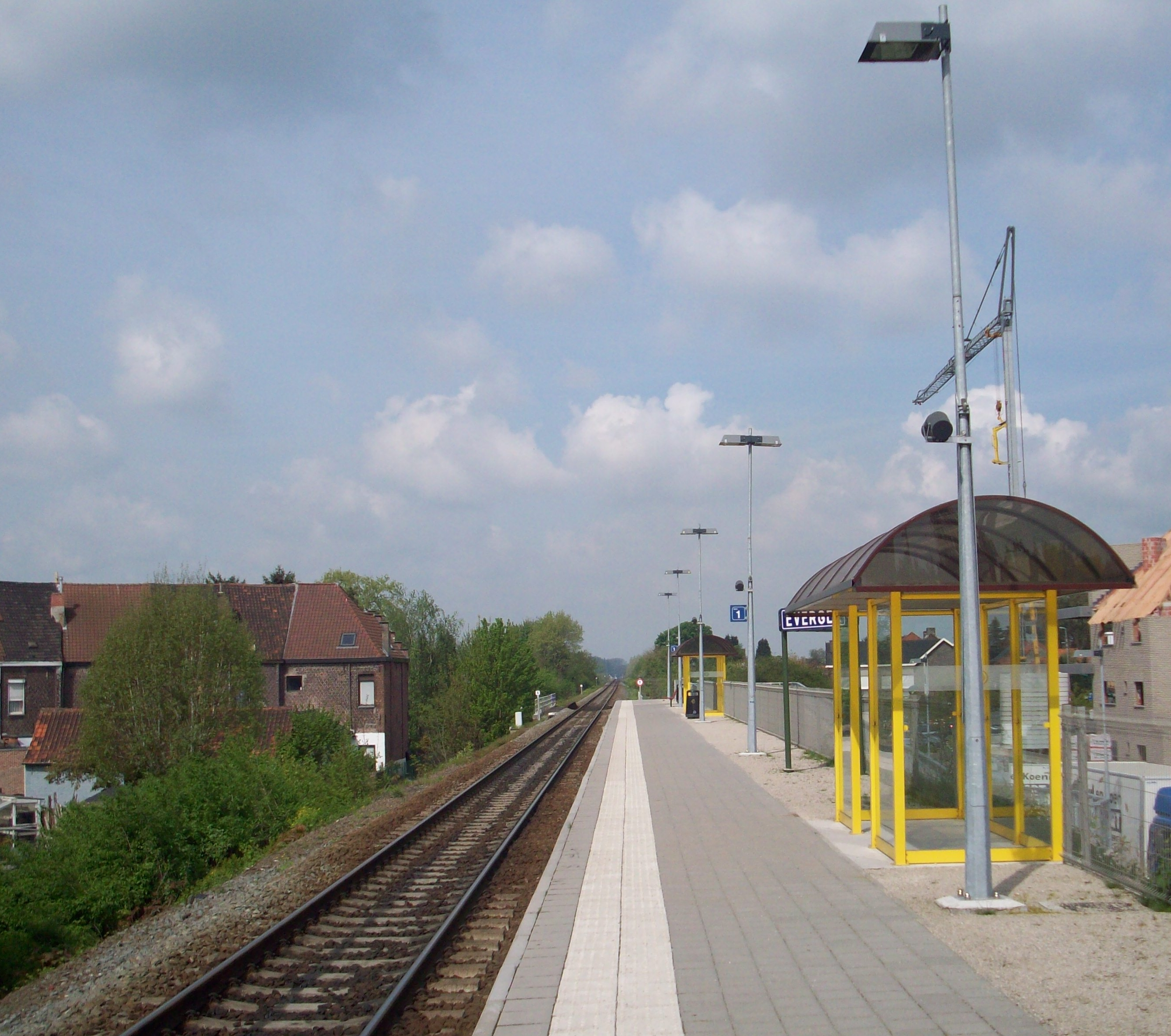
Intérieur de la halte.

## Histoire
La station d'Evergem est mise en service par la Compagnie du chemin de fer de Gand à Eecloo, lorsqu'elle ouvre à l'exploitation son chemin de fer de Gand à Eecloo le 25 juin 1861. Les installations comportent un bâtiment voyageurs.
Après la reprise de la gare lors du rachat de la ligne par l'Administration des chemins de fer de l'État belge en 1895, l'ancien bâtiment est détruit pour laisser la place à un nouvel édifice établi suivant un plan type des gares de l'État (plan-type 1895). Sa construction est décidée en 1905.
À la fin des années 1950, la création d'un pont sur le nouveau canal Périphérique de Gand nécessite la mise sur remblais de la voie. La gare est fermée au trafic voyageurs le 2 juin 1957 et le bâtiment voyageurs est ensuite détruit.
Au début des années 2000 la question d'une réouverture est d'actualité du fait de l'accroissement de la population de la commune et de la modernisation de la ligne. En 2005, ce projet à le soutien de la direction régionale de la SNCB. Après 50 années de fermeture, le 10 juin 2007, Infrabel met en service le nouveau point d'arrêt. Les travaux, d'un coût d'environ 500 000 euros, ont permis la création d'un quai, avec deux abris, auquel on accède par une rampe d'accès, accessible aux personnes à la mobilité réduite. Un parc pour les vélos, constitué de plusieurs abris couverts, est installé entre le pont routier et l'accès de la rampe.

## Service des voyageurs

### Accueil
Halte SNCB, c'est un point d'arrêt non géré (PANG), à accès libre. L'unique quai est accessible par une rampe d'accès.

### Desserte
Evergem est desservie par des trains Suburbains (S) de la SNCB, qui effectuent des missions sur la ligne 58 (Gand - Eeklo) (voir brochure SNCB).
En semaine, la gare est desservie, toutes les heures, par des trains S51 reliant Eeklo à Renaix via Gand et Audenarde, renforcés par des trains S51 d’heure de pointe reliant Eeklo à Gand-Saint-Pierre (une paire dans le matin, une autre l’après-midi).
Les week-ends et jours fériés, la desserte est composée de trains S51, toutes les heures, entre Eeklo et Renaix.

### Intermodalité
Un parc pour les vélos, avec des abris couverts, y est aménagé. Le stationnement des véhicules est possible à proximité. La gare est desservie par la ligne T2 du tramway de Gand.

## Comptage voyageurs
Ce graphique et tableau montre le nombre de voyageurs embarquant en moyenne durant la semaine, le samedi et le dimanche.
| Nombre de passagers qui embarquent à la gare d'Evergem | Nombre de passagers qui embarquent à la gare d'Evergem | Nombre de passagers qui embarquent à la gare d'Evergem | Nombre de passagers qui embarquent à la gare d'Evergem |
|                                                        | Semaine                                                | Samedi                                                 | Dimanche                                               |
| ------------------------------------------------------ | ------------------------------------------------------ | ------------------------------------------------------ | ------------------------------------------------------ |
| 2007                                                   | 103                                                    | 4                                                      | 6                                                      |
| 2008                                                   | -                                                      | -                                                      | -                                                      |
| 2009                                                   | 174                                                    | 16                                                     | 10                                                     |
| 2010                                                   | -                                                      | -                                                      | -                                                      |
| 2011                                                   | -                                                      | -                                                      | -                                                      |
| 2012                                                   | 250                                                    | 21                                                     | 22                                                     |
| 2013                                                   | 266                                                    | 25                                                     | 22                                                     |
| 2014                                                   | 301                                                    | 47                                                     | 31                                                     |
| 2015                                                   | 289                                                    | 24                                                     | 15                                                     |
| 2016                                                   | 291                                                    | 26                                                     | 42                                                     |
| 2017                                                   | 268                                                    | 61                                                     | 39                                                     |
| 2018                                                   | 310                                                    | 40                                                     | 56                                                     |
| 2019                                                   | 351                                                    | 52                                                     | 76                                                     |
| 2020                                                   | 254                                                    | 61                                                     | 20                                                     |
| 2021                                                   | -                                                      | -                                                      | -                                                      |
| 2022                                                   | 349                                                    | 59                                                     | 49                                                     |
| 2023                                                   | 342                                                    | 60                                                     | 54                                                     |
| 2024                                                   | 343                                                    | 66                                                     | 48                                                     |

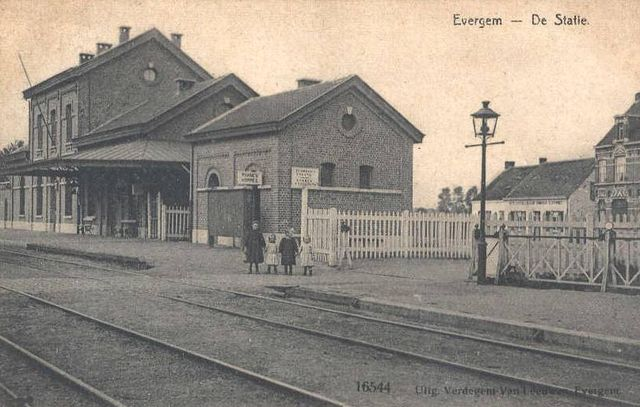
La gare vers 1900.
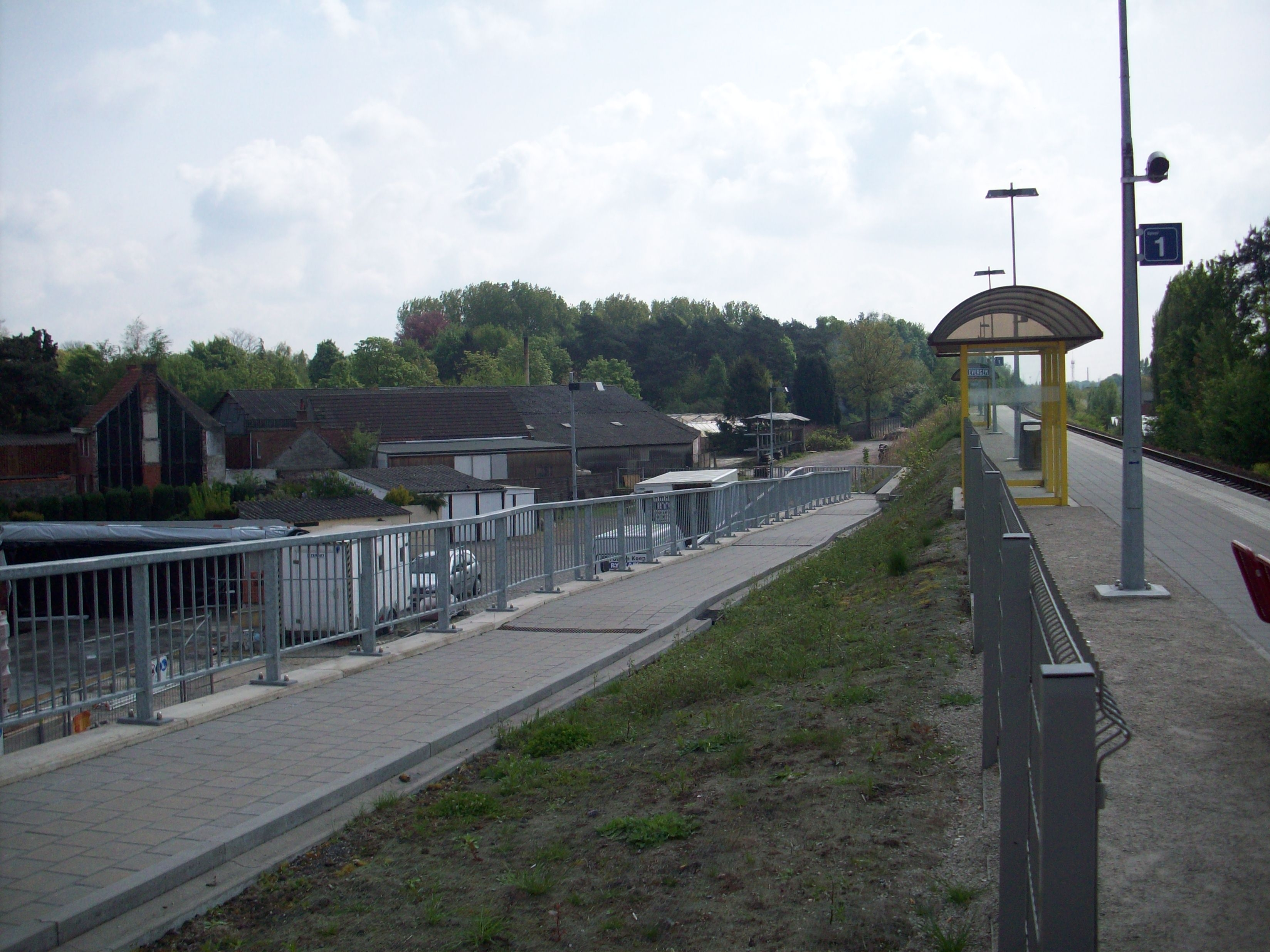
Rampe d'accès.
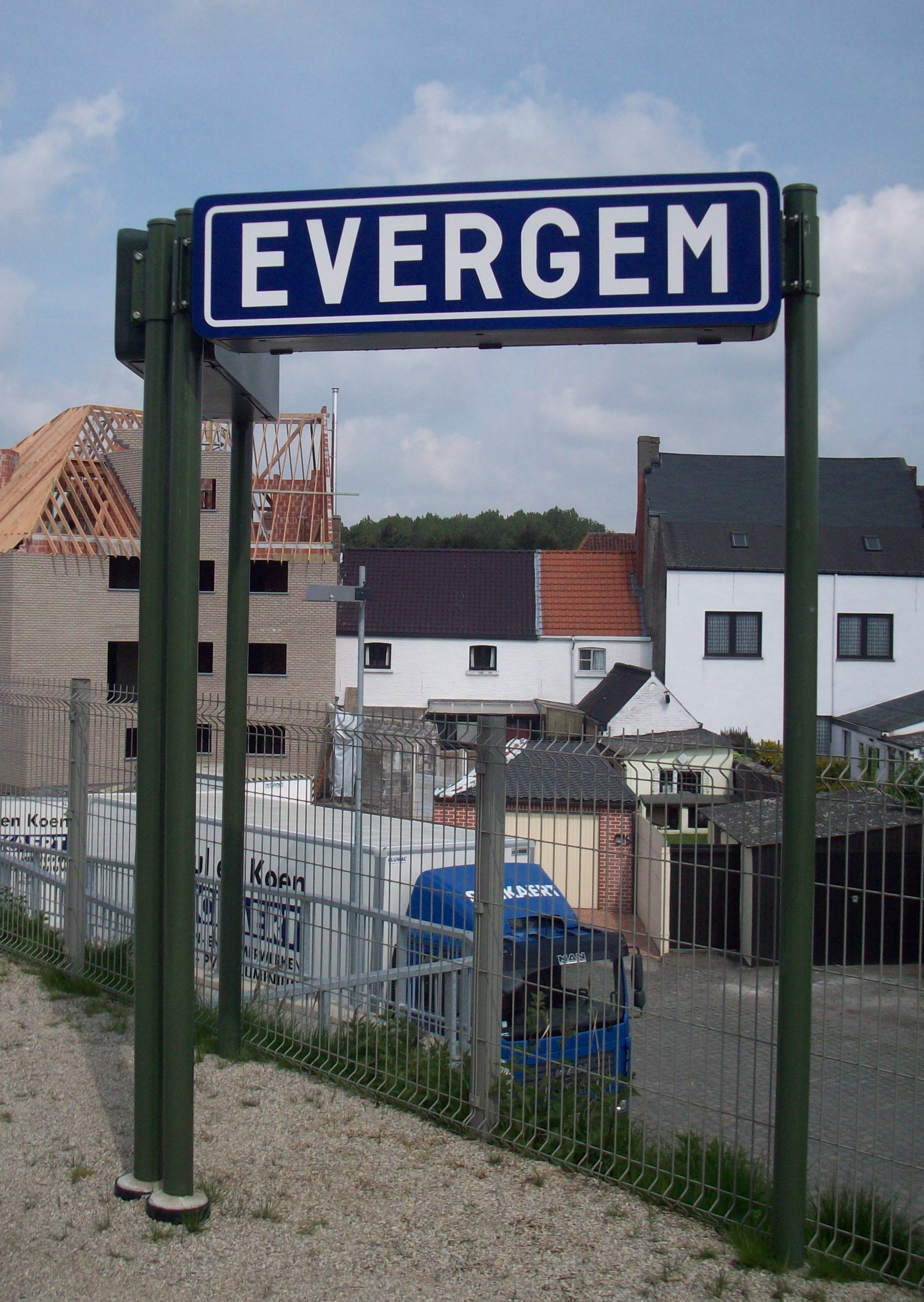
Panneau de quai.